# III авиационная группа (Польша)

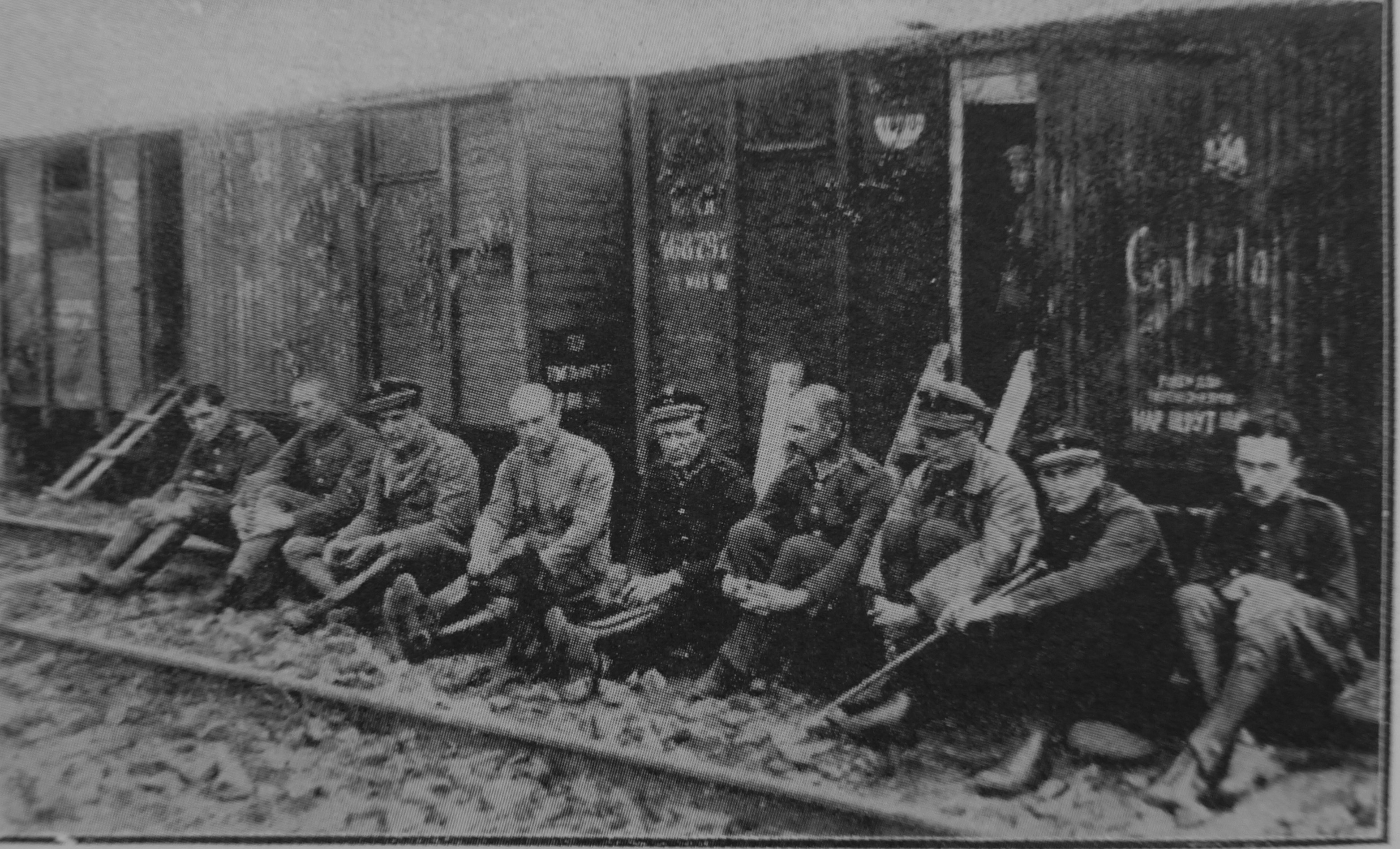
Штаб 3-го дивизиона капитан. Стефан Бастыр и 5-я эскадрилья в Рахном

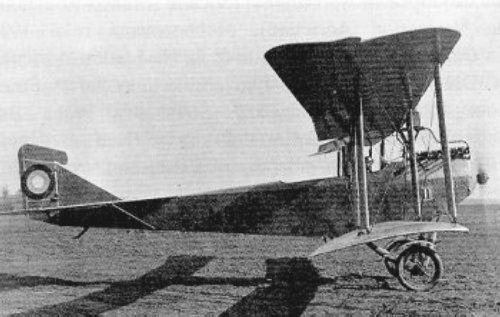
Ганза-Бранденбург B.I. — первые самолёты Львовской группировки.

III авиационная группа — подразделение польской военной авиации, созданное в начале 1919 года на базе Львовской авиационной группы, в апреле 1920 года реорганизованное в III авиационную дивизию.

## Львовская авиационная группа
Львовская авиационная группа была создана 25 ноября 1918 года на аэродроме Левандовка во Львове под командованием капитана Стефана Бастыра. В состав группы входили:
- II боевая эскадрилья (Львовская эскадрилья)
- 3-я воздушная боевая эскадрилья

Весной 1919 года была преобразована в 3-ю авиационную группу.

## III авиационная группа
Была создана на базе Львовской авиационной группы в начале 1919 года со штабом во Львове. Командиром группы остался Стефан Бастыр (временно в начале 1919 года группой командовал Ян Вержейский, а в марте 1920 года — капитан Станислав Ясинский).
В состав командования группы входили: командир, штабной офицер, адъютант, технический офицер и 9 унтер-офицеров или гражданских служащих. По приказу военного министерства от 6 сентября 1919 года был назначен новый командный пункт группы и значительно увеличено количество вспомогательного персонала.
В январе 1919 года в состав группы входили:
- 5-я авиационная эскадрилья (с середины января)
- 6-я авиационная эскадрилья
- 7-я авиационная эскадрилья

В конце марта 1919 года группа была реорганизована в связи с созданием Второй группы и состояла из:
- 6-я авиационная эскадрилья
- 7-я авиационная эскадрилья

На 20 сентября 1919 г. в состав Третьей группы Галицийского фронта, базировавшейся во Львове, входили:
- 5-я авиационная эскадрилья
- 6-я авиационная эскадрилья

## 3-я авиационная эскадрилья

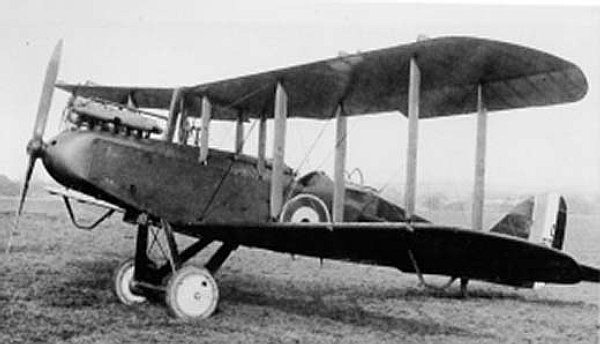
Airco DH.9 — тип самолёта, использовавшийся эскадрильей во время Варшавской битвы.

В ходе реорганизация боевой авиации весной 1920 г группы были переименованы в эскадрильи и упразднена раздельная нумерация польских и французских эскадрилий. В апреле 1920 года 3-я группа была переформирована в 3-ю авиационную эскадрилью. В состав группы входили: 5. , 6. и 17. разведывательные эскадрильи, 15-я истребительная эскадрилья и 21-я бомбардировочная эскадрилья .
6 августа 1920 погиб в авиакатастрофе командир эскадрильи Стефан Бастыр, после чего командиром был назначен американец, майор Седрик Фаунтлерой, бывший командир 2-й эскадрильи.
В Варшавской операции (август 1920 г.) в состав эскадры входили:
- 5-я разведывательная эскадрилья
- 6-я разведывательная эскадрилья
- 7-я истребительная эскадрилья, вернувшаяся из 2-й эскадрильи.
- и 15-я истребительная эскадрилья.

В то время часть была приписана к 6-й армии Южного фронта. Задачей фронта была оборона Львова и сдерживание Конной армии Буденного в восточной Малой Польше. За этот период группа имела 32 самолёта различных типов, как исправных, так и выведенных из строя.
17 августа 1920 года группа получила приказ остановить армию Буденного; в этот день она совершила 72 боевых вылета на 14 самолётах, некоторые пилоты совершили по 4-5 вылетов.
Опасаясь захвата Львова, вечером 18 августа эскадрилья вылетела в Перемышль, оставив только командование фронтовой и армейской авиации под командованием майора Седрика Фаунтлероя

## 3-я истребительная эскадрилья
В мае 1921 года 3-я истребительная группа в составе 7-й и 18-й истребительных эскадрилий вошла в состав 1-го авиаполка в Варшаве.